# Колеџвил (Индијана)
Колеџвил (енгл. Collegeville) насељено је место без административног статуса у америчкој савезној држави Индијана.

## Демографија
По попису из 2010. године број становника је 330, што је 535 (-61,8%) становника мање него 2000. године.
| Група             | 2000.       | 2010.       |
| Белци             | 782 (90,4%) | 263 (79,7%) |
| Афроамериканци    | 36 (4,2%)   | 39 (11,8%)  |
| Азијати           | 3 (0,3%)    | 2 (0,6%)    |
| Хиспаноамериканци | 40 (4,6%)   | 15 (4,5%)   |
| Укупно            | 865         | 330         |